# Норштет
Норштет (њем. Norstedt) општина је у њемачкој савезној држави Шлезвиг-Холштајн. Једно је од 132 општинска средишта округа Нордфризланд. Према процјени из 2010. у општини је живјело 430 становника. Посједује регионалну шифру (AGS) 1054092.

## Географски и демографски подаци
Норштет се налази у савезној држави Шлезвиг-Холштајн у округу Нордфризланд. Општина се налази на надморској висини од 8 метара. Површина општине износи 13,5 km². У самом мјесту је, према процјени из 2010. године, живјело 430 становника. Просјечна густина становништва износи 32 становника/km².